# Liga Dominicana de Fútbol
Liga Dominicana de Fútbol är högstaligan i fotboll på Dominikanska republiken, ligan grundades 2014 som ersatte den tidigare högstaligan Liga Mayor, den första säsongen sparkade igång 2015.

## Mästare
- 2015 — Atlético Pantoja
- 2016 — Barcelona Atlético
- 2017 — Atlántico
- 2018 — Cibao
- 2019 (A) — Atlético Pantoja
- 2019 (C) — Cibao